# Ardisia purpurea
Ardisia purpurea Reinw. ex Blume – gatunek roślin z rodziny pierwiosnkowatych (Primulaceae). Występuje naturalnie w Tajlandii, Malezji, Indonezji (w Kalimantanie, na Sumatrze, Jawie, Celebes i Małych Wyspach Sundajskich) oraz na Filipinach. 

## Morfologia
PokrójZimozielony krzew dorastający do 8 m wysokości.
LiścieBlaszka liściowa ma eliptycznie podługowaty lub lancetowato odwrotnie jajowaty kształt. Mierzy 28 cm długości oraz 8 cm szerokości, jest całobrzega, ma klinową nasadę i spiczasty wierzchołek. Ogonek liściowy jest nagi i ma 5–10 mm długości.
KwiatyZebrane w baldachogronach wyrastających z kątów pędów. Mają działki kielicha o owalnym kształcie i dorastające do 5 mm długości. Płatki są owalne i mają różową barwę.
OwocPestkowce mierzące 7-8 mm średnicy, o kulistym kształcie.

## Biologia i ekologia
Rośnie w lasach. 